# Colobothea vaamondei
Colobothea vaamondei es una especie de escarabajo longicornio del género Colobothea, categorizada en la tribu Colobotheini, de la subfamilia Lamiinae. Fue descrita por Devesa & Santos-Silva en 2022.

## Descripción
Mide 12,6 mm de longitud.

## Distribución
Se distribuye por Colombia.